# Agassiziella dianalis
Agassiziella dianalis is een vlinder uit de onderfamilie Acentropinae van de familie van de grasmotten (Crambidae). De wetenschappelijke naam van deze soort werd in 1893 als Oligostigma dianale gepubliceerd door George Francis Hampson.
De soort komt voor in Sri Lanka.